# 黑腹裂籽雀
黑腹裂籽雀（学名：Pyrenestes ostrinus），是梅花雀科裂籽雀属的一种，分布于乌干达、加蓬、科特迪瓦、安哥拉、加纳、中非共和国、赞比亚、尼日利亚、赤道几内亚、肯尼亚、贝宁、坦桑尼亚、多哥、刚果民主共和国、苏丹、喀麦隆、刚果和冈比亚。全球活动范围约为3,880,000平方千米。该物种的保护状况被评为无危。
黑腹裂籽雀的平均体重约为22.2克。栖息地包括亚热带或热带的湿润低地林、乡村花园和亚热带或热带的（低地）湿润疏灌丛。